# Немачко-банатска регимента
Немачко-банатска регимента, односно Немачко-банатски пук била је погранична војно-управна област у Хабзбуршкој монархији, односно Аустријском царству и Аустроугарској монархији. Постојала је од 1764. до 1873. године, када је развојачена. Све до 1850. године била је у саставу Банатске војне крајине, а потом је ушла у састав проширене Банатско-српске војне крајине. Налазила се у југозападном делу Тамишког Баната. Простирала се дуж леве обале реке Дунава, а обухватала је шири простор око Панчева и Ковина. Иако је назив добила по немачким колонистима, већину становништва на подручју ове крајишке регименте чинили су Срби.

## Историја
Немачко-банатска регимента је настала реорганизацијом старијих граничарских јединица у југозападним областима Тамишког Баната. У претходном периоду, између 1751. и 1764. године, о заштити хабзбуршке државне границе на Дунаву старала се Банатска земаљска милиција, која је била претеча Банатске војне крајине. Преуређењем старијих јединица и пограничног појаса, формирана је 1764. године Немачко-банатска регимента, чија је територија заокружена током наредних година. Почевши од 1802. године, добила је и региментски број, те је од тада била позната као XII Немачко-банатска регимента. Постојала је у континуитету, све до развојачења Банатске војне крајине, које је спорведено током 1872. и 1873. године, након чега је њено подручје потпало под цивилну (жупанијску) власт.